# Selecționata de fotbal a Insulelor Baleare
Selecționata de fotbal a Comunității Valenciene reprezintă Comunitatea Valenciană în fotbalul internațional. Nu este afiliată la FIFA sau UEFA, fiind reprezentată internațional de Echipa națională de fotbal a Spaniei. Joacă doar meciuri amicale.

## Jucători notabili
- Miguel Ángel Nadal
- Marcos
- Albert Riera
- Iván Ramis Barrios
- Francisco Soler Atencia
- Julián Robles
- Oscar Montiel